# Danske fodboldlandskampe i 1995
I 1995 spillede det danske A-landshold 11 landskampe i fodbold. 
Holdet deltog i den Saudi Arabiske turnering Intercontinental Cup, det senere FIFA Confederations Cup, pga. sejren tre år tidligere ved EM i Sverige. Holdet vandt turneringen, og særlig Lars Høgh gjorde sig bemærket med storspil i målet. 
Derudover spillede det danske hold EM Kvalifikation, hvor det skuffede fældt mod Cypern i 1-1 kampen;
men i den sidste ende lykkedes det trods alt at kvalificere sig til slutrunden i England.
| Dato         | Hjemmehold    | Udehold     | Spillested  | Resultat | Turnering            |
| ------------ | ------------- | ----------- | ----------- | -------- | -------------------- |
| 8. januar    | Saudi Arabien | Danmark     | Riyadh      | 0 - 2    | Intercontinental Cup |
| 10. januar   | Mexico        | Danmark     | Riyadh      | 1 - 1    | Intercontinental Cup |
| 13. januar   | Danmark       | Argentina   | Riyadh      | 2 - 0    | Intercontinental Cup |
| 29. marts    | Cypern        | Danmark     | Limassol    | 1 - 1    | EM kvalifikation     |
| 26. april    | Danmark       | Makedonien  | København   | 1 - 0    | EM kvalifikation     |
| 31. maj      | Finland       | Danmark     | Helsingfors | 0 - 1    | Venskabskamp         |
| 7. juni      | Danmark       | Cypern      | København   | 4 - 0    | EM kvalifikation     |
| 16. august   | Armenien      | Danmark     | Jerevan     | 0 - 2    | EM kvalifikation     |
| 6. september | Belgien       | Danmark     | Bruxelles   | 1-3      | EM kvalifikation     |
| 11. oktober  | Danmark       | Spanien     | København   | 1 - 1    | EM kvalifikation     |
| 15. november | Danmark       | Armenien    | København   | 3 - 1    | EM kvalifikation     |
| Total        | 8 sejre       | 3 uafgjorde | 0 nederlag  | 21-5     |                      |